# Virginie Raisson

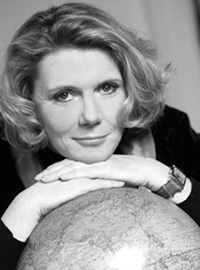
Virginie Raisson

Virginie Raisson es estudiosa e investigadora en Relaciones Internacionales nacida el 29 de junio de 1965 en Grenoble. Ella dirige LÉPAC, un laboratorio privado e independiente de geopolítica y prospectiva, en el cual se apoya muy especialmente el programa televisivo Le Dessous des cartes.
Con alguna frecuencia, fue nombrada por ciertos organismos internacionales, públicos o no gubernamentales, para conducir misiones de análisis y de negociación, incluso en zonas de conflictos. Y durante nueve años, fue miembro del Consejo de Administración de Médecins sans frontières (Médicos Sin Fronteras), primero en Francia y luego en Estados Unidos.
Diplomada universitaria en historia, en relaciones internacionales, y en geopolítica, Virginie Raisson efectúa regularmente misiones de formación orientadas a diplomáticos, dirigentes de grupos internacionales, administradores de colectivos territoriales, etc. 
Además de realizar trabajos de análisis y de cartografía (que ha poblicado con regularidad en revistas y periódicos francófonos), Virginie Raisson es coautora de los dos primeros volúmenes del Atlas du Dessous des Cartes, así como autora de: 2033, Atlas des futurs du monde (obra de prospectiva editada en 2010).

## Publicaciones
- Le dessous des cartes - Atlas géopolitique, con Jean-Christophe Victor y Frank Tétart, Éditions Tallandier, 2005.
- Enfants, la face cachée du sida, Unicef, 2006.
- Le dessous des cartes - Atlas d'un monde qui change, con Jean-Christophe Victor y Frank Tétart, Éditions Tallandier, 2007.
- 2033, Atlas des futurs du monde, Éditions Robert Laffont, 2010 ISBN 9782221112342.